# Giat
Giat – miejscowość i gmina we Francji, w regionie Owernia-Rodan-Alpy, w departamencie Puy-de-Dôme.
Według danych na rok 1990 gminę zamieszkiwało 1049 osób, a gęstość zaludnienia wynosiła 22 osoby/km² (wśród 1310 gmin Owernii Giat plasuje się na 211. miejscu pod względem liczby ludności, natomiast pod względem powierzchni na miejscu 45.).